# Martini Racing
Martini Racing est le nom donné depuis 1968 à plusieurs écuries ou équipes sponsorisées par la distillerie Martini & Rossi via sa marque de vermouth Martini. Les couleurs sont facilement identifiables avec des bandes bleues et rouges.

## Historique

### Endurance

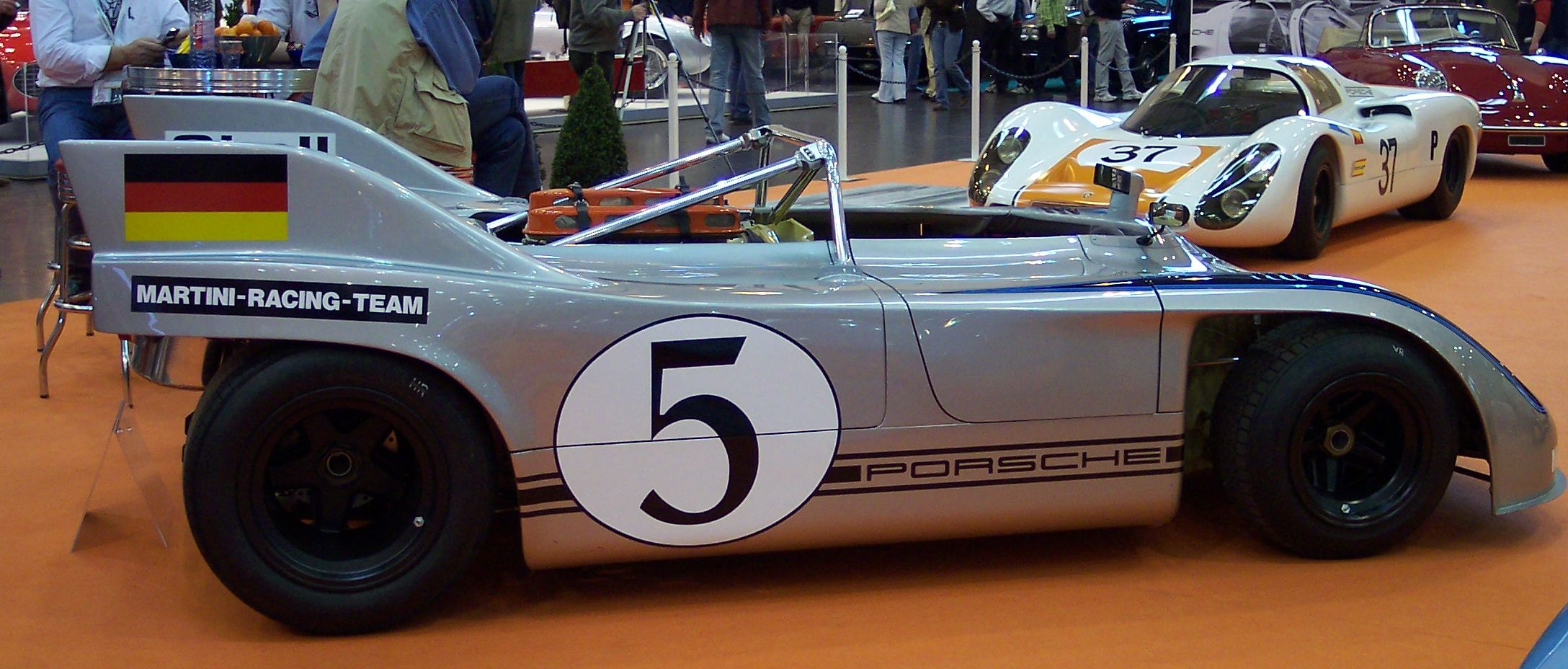
La Porsche 908/3.

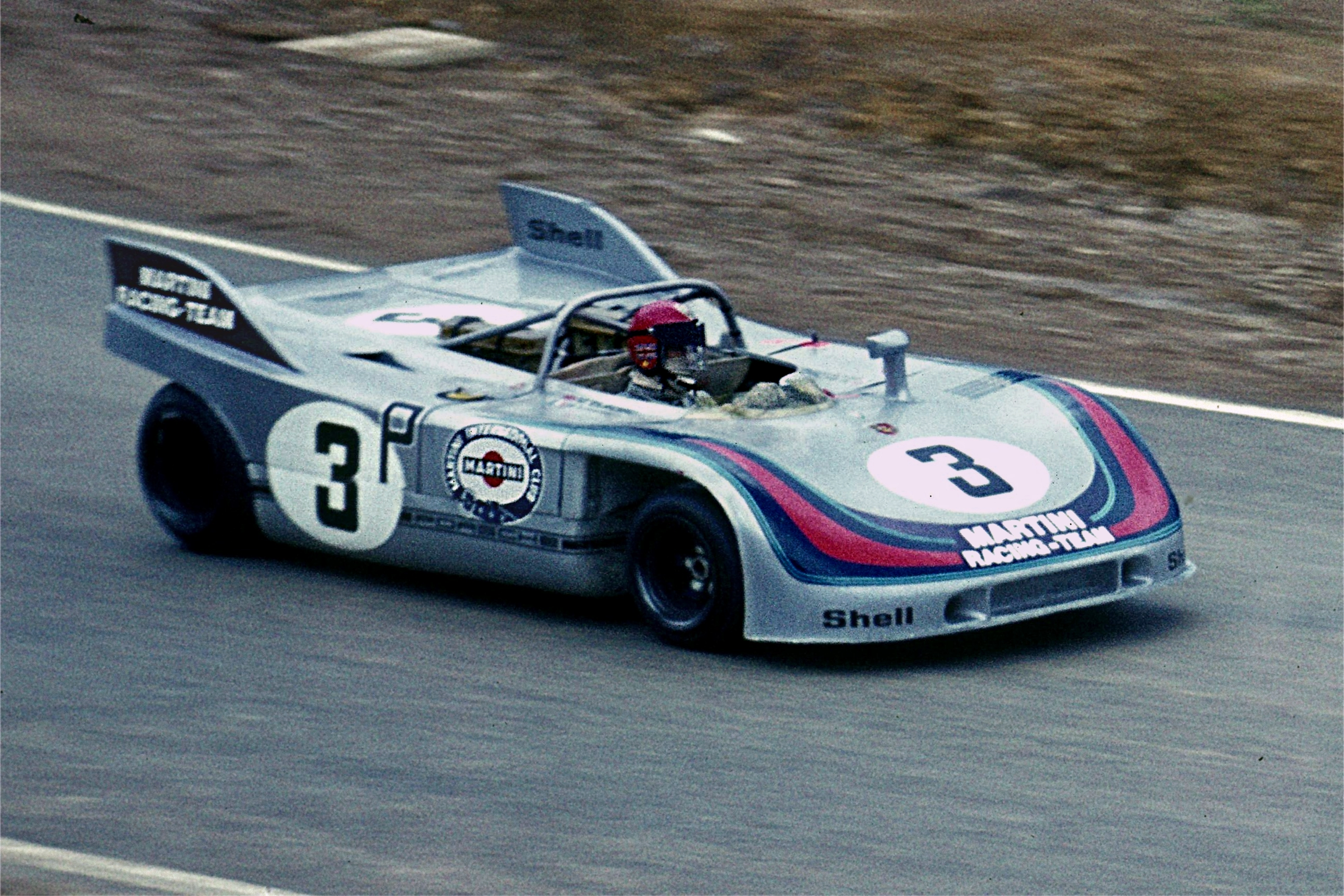
La Porsche 908/3 de Vic Elford en 1971.

Le programme débute en 1968 par le parrainage de la Porsche 907 engagée par l'équipe usine du constructeur allemand en endurance. La première victoire aux 24 Heures du Mans est obtenue en 1971 avec une Porsche 917 et se répète en 1976 et 1977. À partir de 1978, Martini n'apparaît qu'aux 24 Heures du Mans et délaisse le reste du Championnat du monde des voitures de sport.
En 1981, les célèbres couleurs apparaissent sur les voitures de la Scuderia Lancia pour appuyer les investissements de la marque italienne dans le programme d'endurance. 

### Rallye

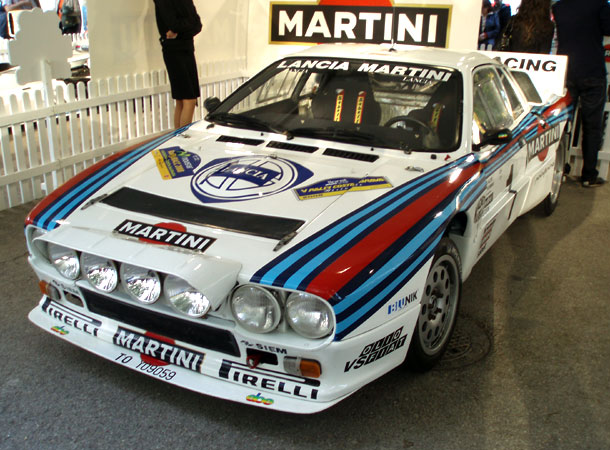
La Lancia 037.

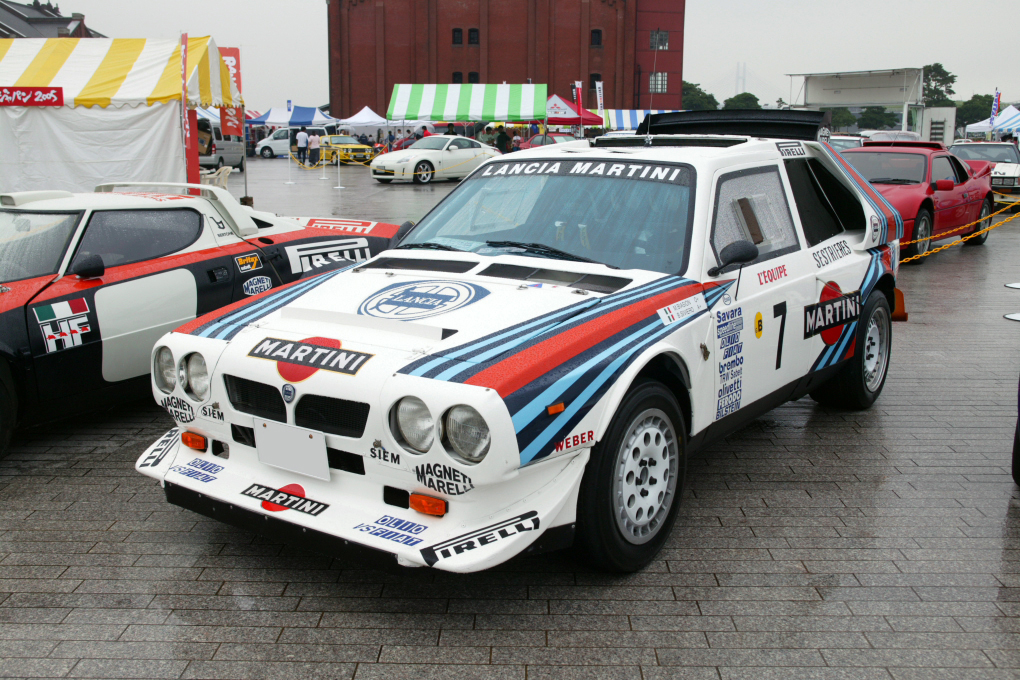
La Lancia Delta S4.

À partir de 1978, Martini débute en Championnat du monde des rallyes pour une unique course lors du Rallye Safari sur les Porsche 911 de Björn Waldegård (4e) et de Vic Preston Jr (2e). En 1981, les célèbres couleurs apparaissent sur les voitures de la Scuderia Lancia pour appuyer les investissements de la marque italienne dans le programme d'endurance. Ce parrainage est suivi l'année suivante par un engagement en rallye et dure jusqu'en 1992. Cette période est marquée par sept titres constructeur et quatre titres pilotes.

### Formule 1

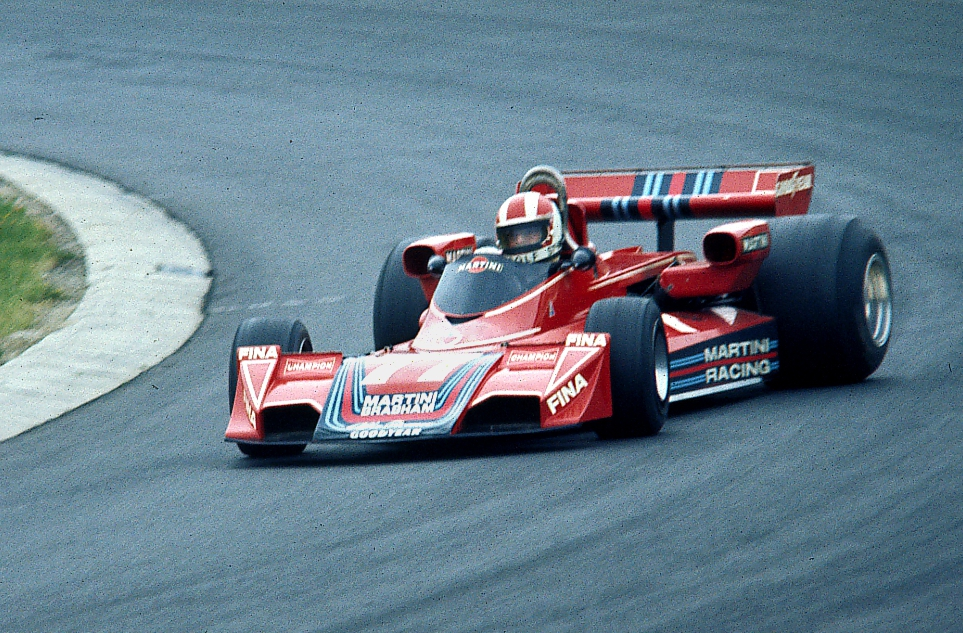
La Brabham BT45 en 1976.

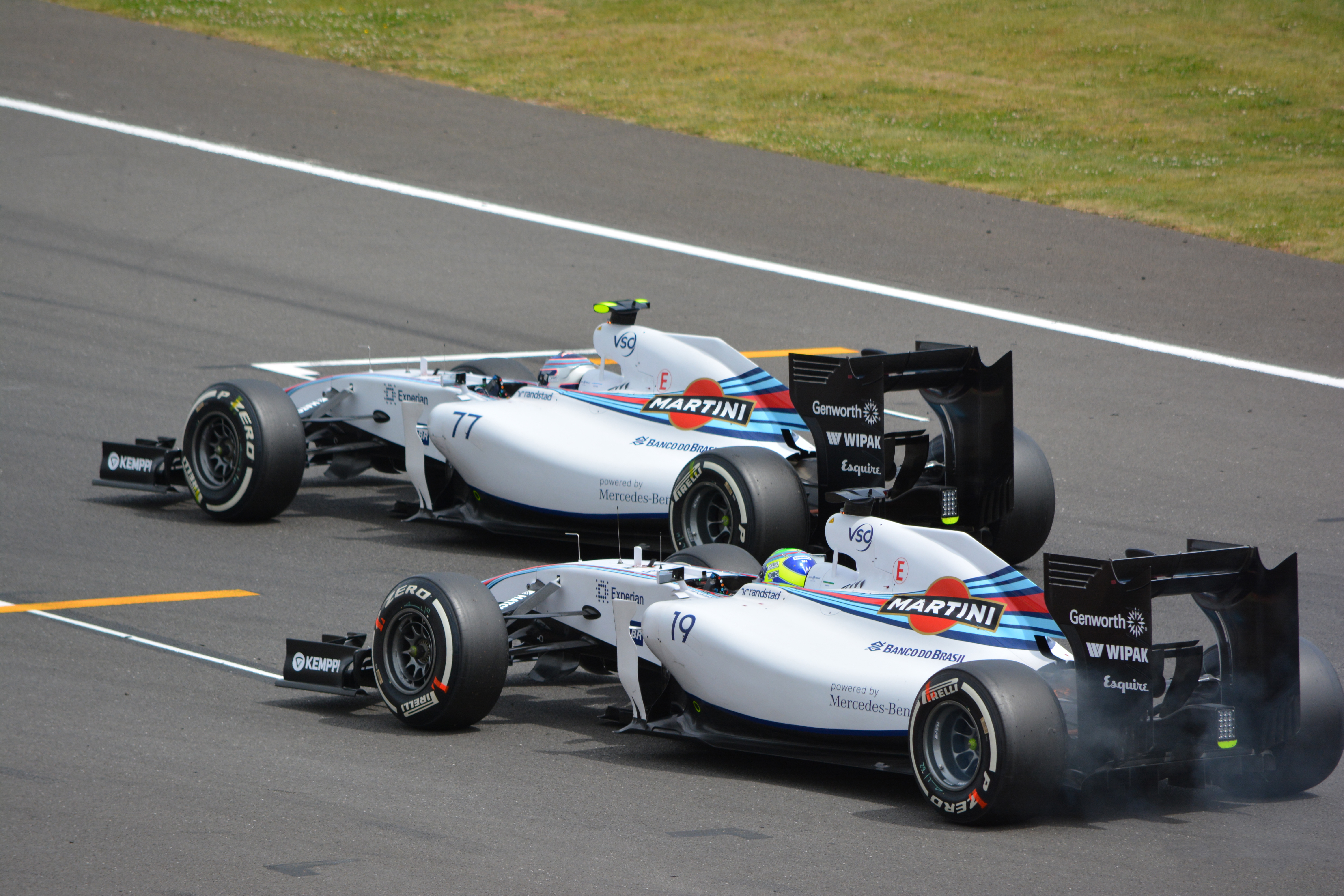
Les Williams FW36 en 2014.

C'est avec l'écurie Tecno que Martini entre pour la première fois en Formule 1 en 1972 mais se retire après deux saisons infructueuses. Le retour a lieu en 1975 avec Brabham qui remporte deux Grands Prix et obtient une deuxième place au classement des constructeurs et une troisième place au classement des pilotes avec Carlos Reutemann. 
Le remplacement du moteur Ford par un moteur Alfa Romeo ne permet pas de connaître à nouveau la victoire. Le sponsor se retire alors en 1977 mais revient, associé au champion en titre Lotus, en 1979. 
Après une nouvelle saison sans victoire, Martini se retire  de la Formule 1 pour y revenir en 2014 avec l'écurie Williams. Elle y demeure jusqu'en 2018 avant de se retirer à nouveau.

### Motonautisme et aviation

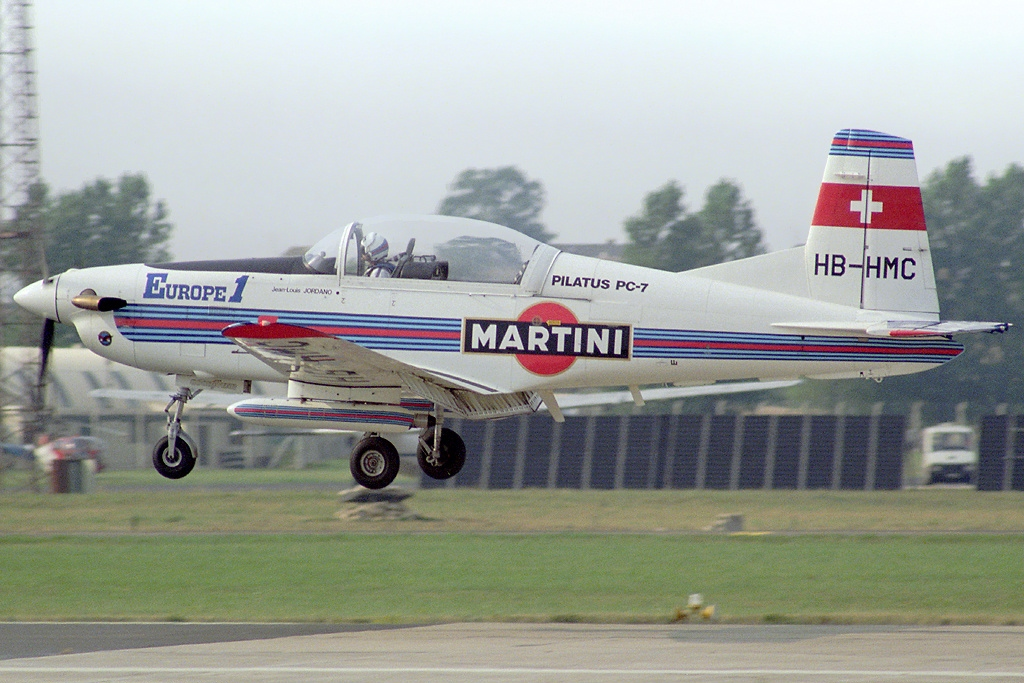
Pilatus PC-7 de la patrouille Martini-Europe 1 au Royal International Air Tattoo de 1989.

Dans les années 1970 et 1980, Martini s'engage auprès de pilotes italiens dans le championnat du monde F1 de motonautisme et donne son nom de 1982 à 1988 à une patrouille acrobatique, la Patrouille Martini de la société Apache Aviation fondée par Jacques Bothelin, avec trois SIAI Marchetti SF.260, qui devient Patrouille Martini-Europe 1 en 1984 et vole sur des Pilatus PC-7 en 1986. Depuis, cette patrouille a connu plusieurs sponsors et est devenue la Breitling Jet Team en 2003.

## Palmarès

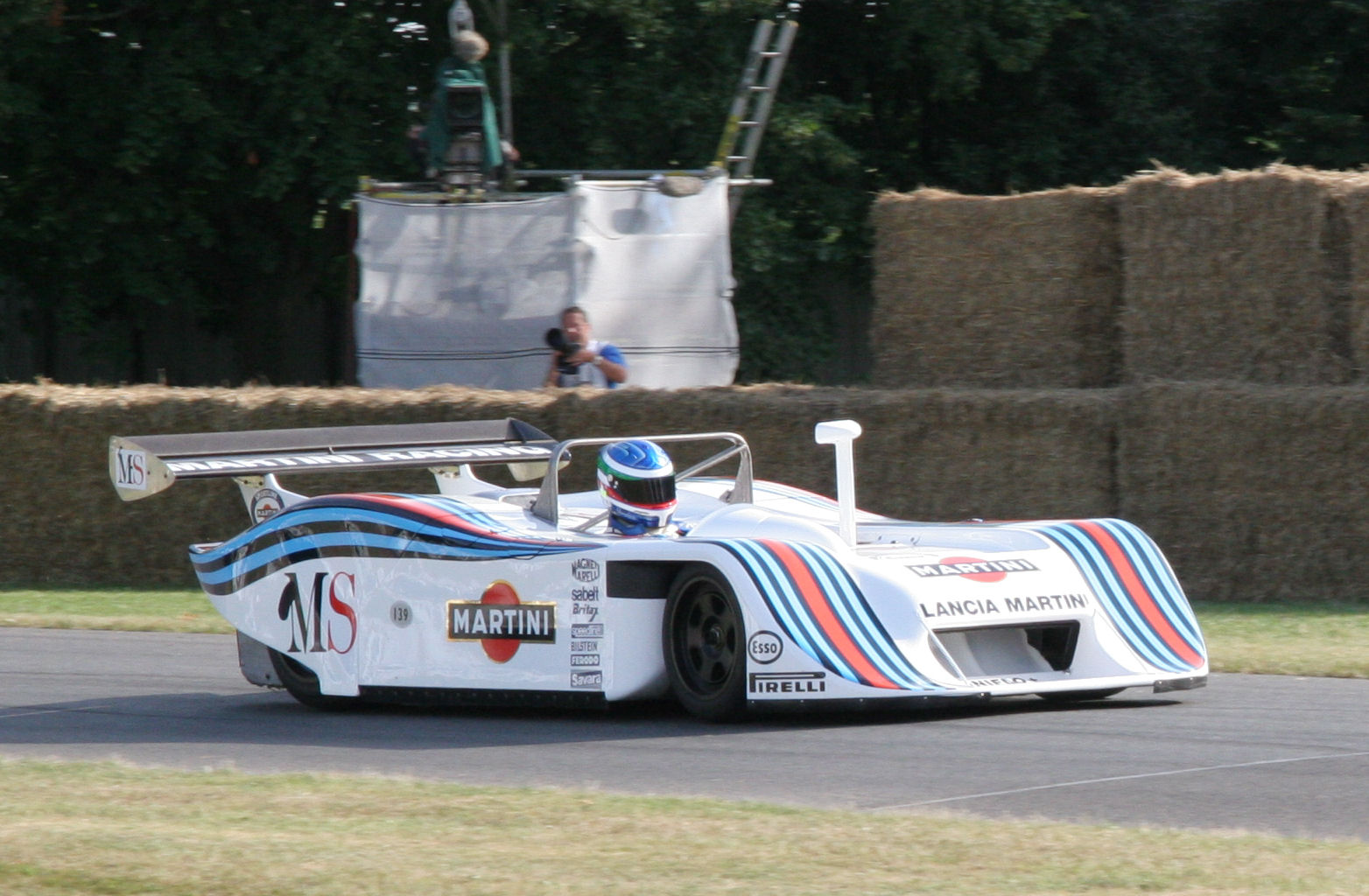
Lancia LC1.

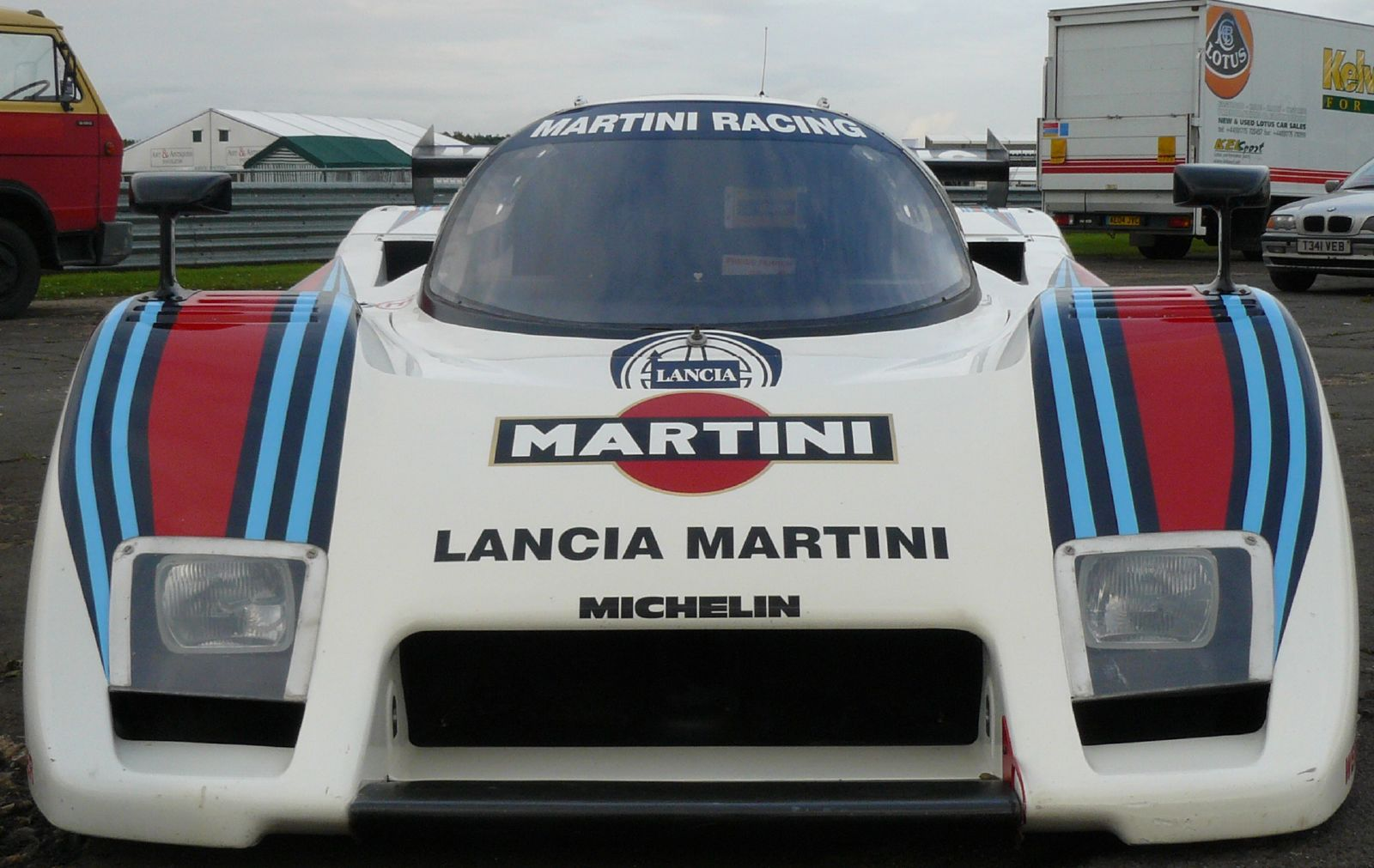
Lancia LC2.

- Championnat du monde des voitures de sport
  - Vainqueur des 24 Heures du Mans en 1971, 1976 et 1977 avec Porsche
  - Vainqueur des 12 Heures de Sebring en 1971 avec Porsche
  - Vainqueur des 6 Heures de Watkins Glen en 1976 et 1977 avec Porsche puis en 1981 avec la Scuderia Lancia
  - Vainqueur des 6 Heures de Silverstone en 1982 avec la Scuderia Lancia
  - Vainqueur des 1 000 kilomètres du Nürburgring en 1982 avec la Scuderia Lancia

- Formule 1 avec Brabham
  - Vainqueur du Grand Prix automobile du Brésil 1975 avec Carlos Pace
  - Vainqueur du Grand Prix automobile d'Allemagne 1975 avec Carlos Reutemann

- Championnat du monde des rallyes avec la Scuderia Lancia
  - Champion des constructeurs en 1983, 1987, 1988, 1989, 1990, 1991 et 1992
  - Champion des pilotes en 1987 et 1991 avec Juha Kankkunen, en 1988 et 1989 avec Massimo Biasion